# Sankt Marienkirchen am Hausruck
Sankt Marienkirchen am Hausruck är en ort och kommun i Österrike. Den ligger i distriktet Ried im Innkreis i förbundslandet Oberösterreich, 210 kilometer väster om huvudstaden Wien. 
Kommunen består av 15 orter (Ortschaften) (inom parentes invånarantal 1 januari 2024):

- Baching (60)
- Grausgrub (62)
- Hatting (99)
- Hof (88)
- Jetzing (30)
- Kern (14)
- Kleinbach (0)
- Lehen (15)
- Manaberg (11)
- Obereselbach (38)
- Pilgersham (83)
- Sankt Marienkirchen am Hausruck (278)
- Stocket (63)
- Unering (43)
- Untereselbach (14)